# 25234 Odell
25234 Odell este o planetă minoră (asteroid), cu un diametru de 6,996 km, din centura de asteroizi. A fost descoperită pe 14 octombrie 1998 la Stația Anderson Mesa de Lowell Observatory Near-Earth-Object Search. 
Obiectul prezintă o orbită caracterizată de o semiaxă mare de 2,977504 UAi, o excentricitate de 0,09, o înclinație de 10,12741 ° în raport cu ecliptica.